# Beosetter

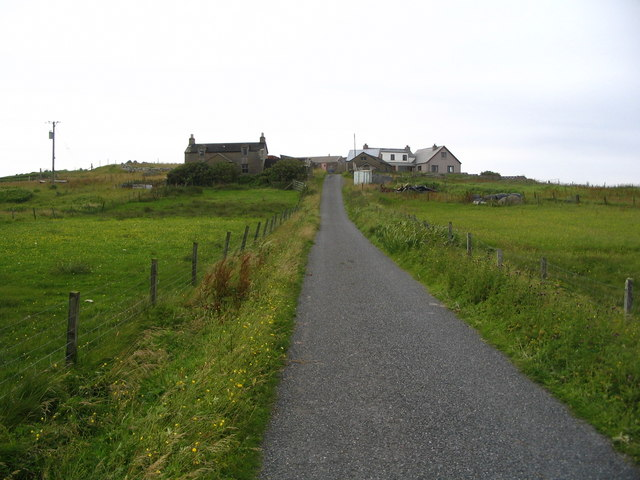
Beosetter aus der Nähe

Beosetter liegt im Südosten der zu Schottland zählenden Shetlands liegt.

## Geographie
Der Ort Beosetter liegt im Nordwesten der Insel Bressay, leicht erhöht über der Küste und südlich der Halbinsel Ness of Beosetter, mit der unbewohnten Insel Holm of Beosetter im Norden. Westlich des Ortes liegen die fünf kleinen Seen Lochs of Beosetter, die weiter im Westen vom 42 Meter hohen Hill of Beosetter überragt werden. Nach Lerwick ist es drei Kilometer nach Südwesten, die nächsten Ortschaften sind Heogan, etwa halb so weit in derselben Richtung, sowie Gunnista, 800 Meter im Südosten.

## Historisches
Im Rahmen der historischen Gliederung Schottlands in Civil Parishes zählt Beosetter zu Bressay. Als Scheduled Monument ist ein Burnt Mound an einem der Seen eingestuft worden.